# Смех са сцене: Народно позориште
„Смех са сцене: Народно позориште” је југословенски ТВ документарни филм из 1972. године. Режирао га је Арсеније Јовановић а сценарио је написао Раско Јовановић.

## Улоге
| Глумац             | Улога                                |
| ------------------ | ------------------------------------ |
| Мија Алексић       | Јеврем Прокић, Поп Ћира & Поткољосин |
| Љубинка Бобић      | Живка Поповић                        |
| Оливера Марковић   | Удавача                              |
| Мирко Милисављевић | Нинковић                             |
| Павле Минчић       |                                      |
| Станислава Пешић   |                                      |
| Михајло Викторовић |                                      |
| Драган Зарић       |                                      |
| Бранка Зорић       |                                      |